# Вальдгайм
Вальдгайм (нім. Waldheim) — місто в Німеччині, у землі Саксонія. Місто підпорядковується адміністративному округу Хемніц. Входить до складу району Середня Саксонія. Центр об'єднання громад Вальдгайм.
Площа — 41,62 км2. Населення становить 8845 ос. (станом на 31 грудня 2020). Офіційний код — 14 3 75 180.
Місто поділяється на 4 міських райони.

## Галерея

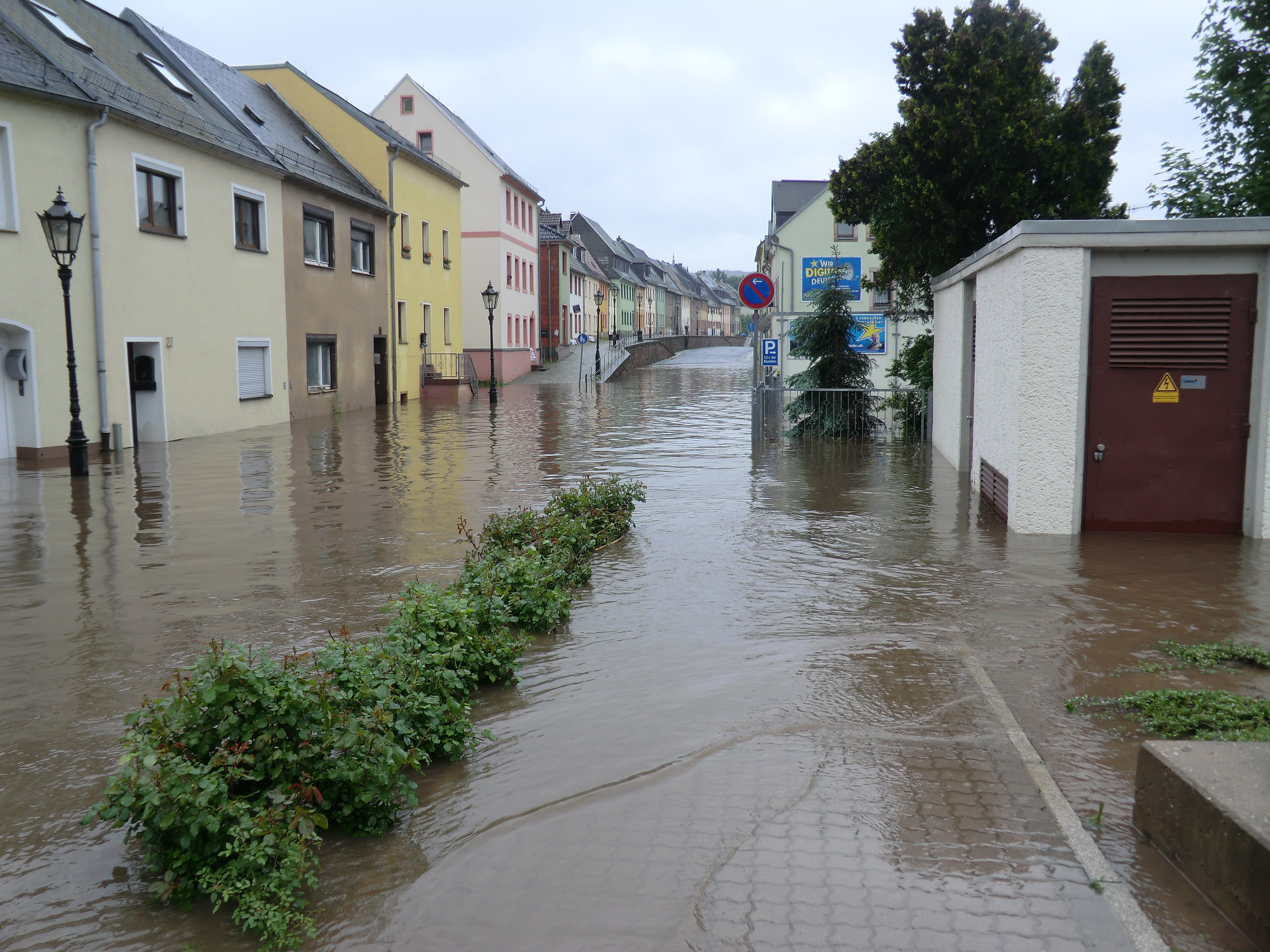
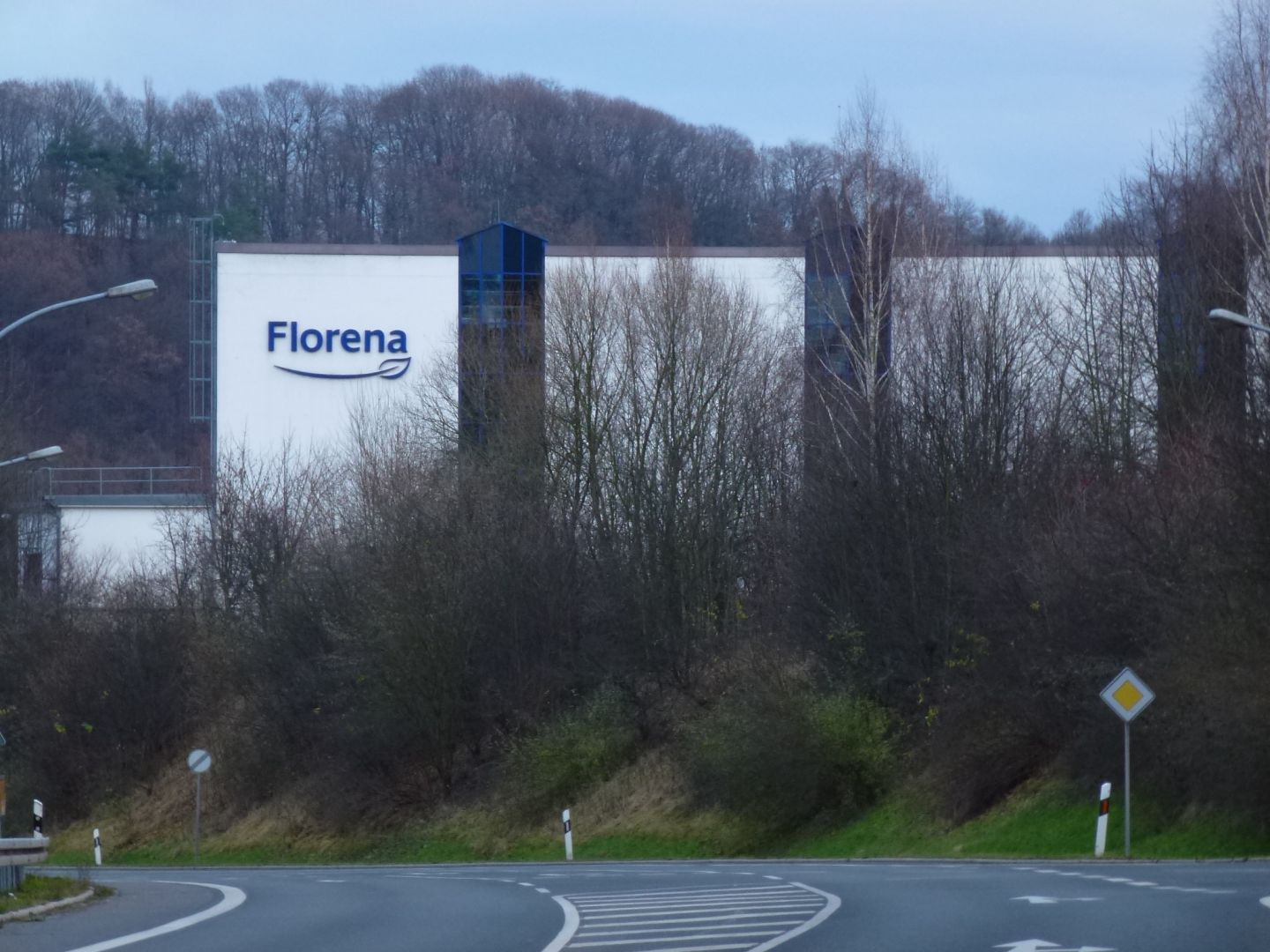
links
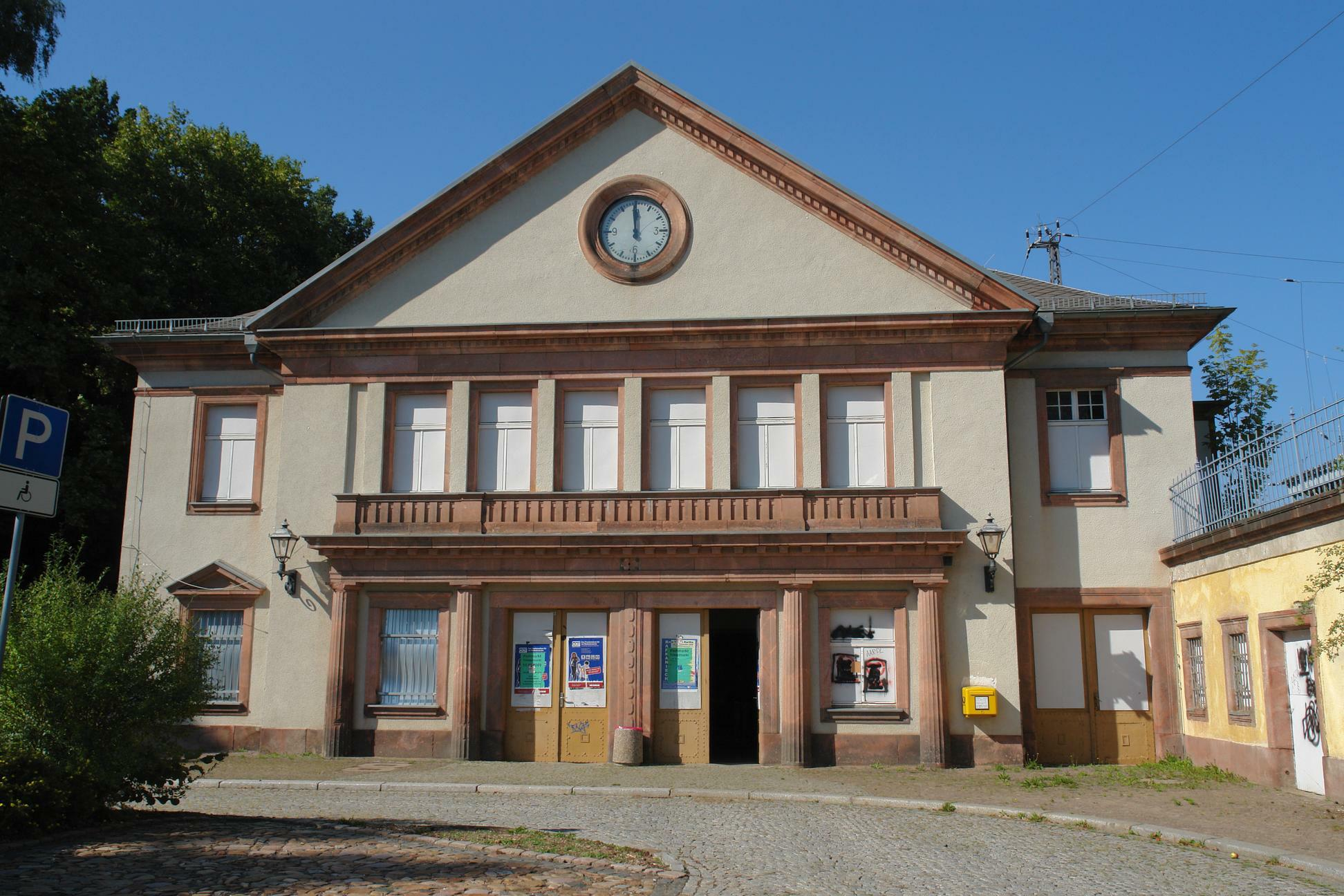
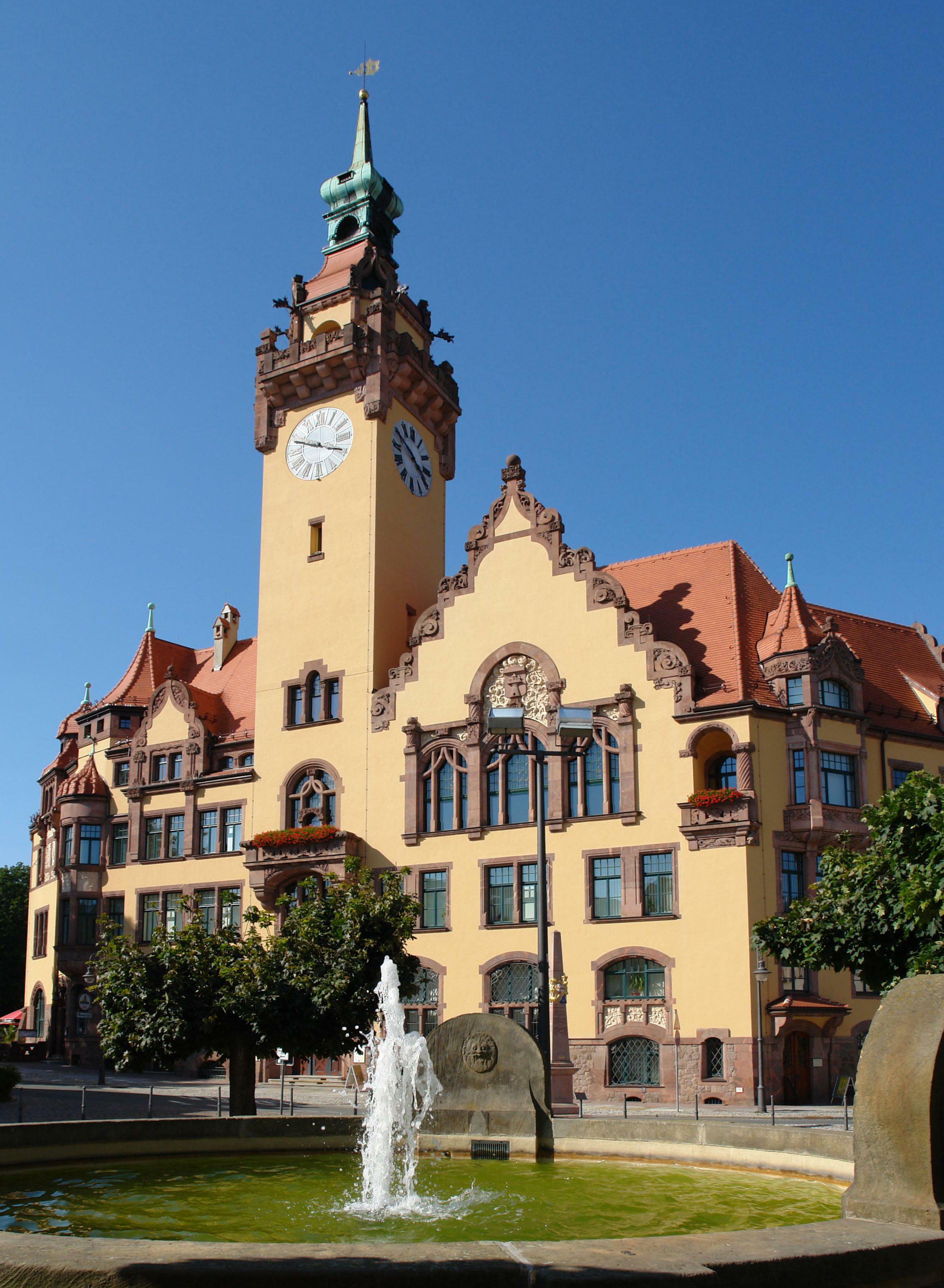

## Відомі особистості
У місті народився:
- Ернст Лотар Гоффман відомий під іменем Анаґаріка Ґовінда (1898-1985) — німецький художник і поет, популяризатор тибетського буддизму.

## Міста-побратими
- Ландсберг-ам-Лех, Німеччина
- Шіофок, Угорщина